# Mitchell (Iowa)
Mitchell è un comune degli Stati Uniti d'America, situato nello Stato dell'Iowa, nella contea di Mitchell.